# Оточенці
«Оточенці» — специфічне поняття першого періоду німецько-радянської війни 1941—45 для визначення груп і окремих військовослужбовців, які потрапили в оточення військ гітлерівців (т. зв. котли), були ізольовані від решти військ. Найбільші «котли» виникли в Білорусі (Західний фронт), на території України (уманське, київське і харківське оточення), у Росії під Вязьмою (нині місто Смоленської області, РФ). Військовослужбовці, що потрапили в оточення, намагалися пробитися до лінії фронту й вийти в розташування радянських військ. Більшість із них потрапляли у полон до противника. Частина залишалася на окупованій території на легальному чи напівлегальному становищі, поповнивши лави партизанів чи допоміжних формувань німецької армії і поліції.
Після приходу Червоної армії у визволені райони до її лав повторно було мобілізовано 939,7 тис. осіб колишніх «О.» Всі колишні «О.» і військовополонені, що поверталися до лав РСЧА, мали пройти перевірку, яку впродовж 1—2 місяців здійснювали органи «Смершу» наркомату оборони СРСР. Порядок організації і проходження перевірки військовослужбовців Червоної армії регламентувався постановами Державного комітету оборони СРСР № 1069сс від 27 грудня 1941 та РНК СРСР № 1166—344сс від 24 січня 1944, згідно з якими червоноармійці, що були в полоні або оточенні, через збірно-пересильні пункти надходили до спецтаборів НКВС СРСР (див. Перевірочно-фільтраційні табори НКВС СРСР) на перевірку, звідти передавалися до військкоматів для відправки до армії або частково — на роботу в промисловість. Відповідно до наказу наркома внутрішніх справ СРСР Л. Берії № 001735 від 28 грудня 1941 «Про створення спеціальних таборів для колишніх військовослужбовців Червоної армії, які перебували в полоні й оточенні противника» було організовано 29 таких таборів.
Упродовж війни порядок проходження перевірки змінювався. Згідно з постановою Державного комітету оборони СРСР від 4 листопада 1944 звільнені з полону радянські військовополонені та цивільні особи призовного віку направлялися до запасних частин Червоної армії, минаючи спецтабори, до яких тепер направляли тільки осіб, підозрюваних у зрадницькій діяльності.